# アルメディーナ
アルメディーナ（Almedina）は、スペイン・カスティーリャ＝ラ・マンチャ州シウダー・レアル県のムニシピオ（基礎自治体）。

## 人口
| アルメディーナの人口推移 1900－2010                     |
|                                                         |
| 出典:INE（スペイン国立統計局）1900年 - 1991年、1996年 - |

## 経済
アルメディーナの経済活動は基本的に農業で、オリーブ、ブドウ、穀物などの栽培、そして他には建設業、アパレル産業などがある。

## 歴史
アルメディーナについてのもっとも古い記録は、ローマ教皇グレゴリウス8世の教書で、1187年のことである。
かつてこの地は様々な文明が通りすぎ、西ゴート王国時代（5世紀から8世紀）には徐々に人口が減少していった。イスラム教徒支配下では、マルカ・メディア（Marca Media）の防衛のために多くのベルベル人が定住した。
1212年のナバス・デ・トロサの戦いの後には、キリスト教徒によるレコンキスタ期間を通じてカラトラーバ騎士団の一角を占めた。このことは同騎士団と同地を領有するトレド大司教との間の紛争の要因となった。

## 政治
自治体首長はカスティーリャ＝ラ・マンチャ社会党（Partido Socialista de Castilla-La Mancha、PSCM-PSOE）のホセ・アントーニオ・タラベーラ・サンチェス（José Antonio Talavera Sánchez）で、自治体評議員は、カスティーリャ＝ラ・マンチャ社会党：4、カスティーリャ＝ラ・マンチャ国民党（Partido Popular de Castilla-La Mancha、PPCLM）：3となっている（2011年5月22日の自治体選挙結果、得票順）
| 1999年6月13日自治体選挙 |        |        |          |
| 政党                    | 得票数 | 得票率 | 獲得議席 |
| PSOE                    | 306    | 55.74% | 4        |
| PP                      | 242    | 44.08% | 3        |

| 2003年5月25日自治体選挙 |        |        |          |
| 政党                    | 得票数 | 得票率 | 獲得議席 |
| PSOE                    | 320    | 57.87% | 4        |
| PP                      | 229    | 41.41% | 3        |

| 2007年5月27日自治体選挙 |        |        |          |
| 政党                    | 得票数 | 得票率 | 獲得議席 |
| PSOE                    | 291    | 54.29% | 4        |
| PP                      | 239    | 44.59% | 3        |

| 2011年5月22日自治体選挙 |        |        |          |
| 政党                    | 得票数 | 得票率 | 獲得議席 |
| PSOE                    | 271    | 53.45% | 4        |
| PP                      | 231    | 45.56% | 3        |

### 司法行政
アルメディーナはビジャヌエバ・デ・ロス・インファンテス司法管轄区に属す。